# Hans Jonsson
Pour les articles homonymes, voir Jonsson.
Hans Jonsson (né le 2 août 1973 à Örnsköldsvik en Suède) est un joueur professionnel de hockey sur glace.

## Carrière

### Carrière en club
Natif de Örnsköldsvik, il commence sa carrière dans les catégories de jeune du club de la ville, le MODO hockey et rejoint en 1991, l'équipe première. Il joue également cette saison des matchs avec l'équipe de Husums IF qui évolue en seconde division suédoise.
En 1993, il est le tout dernier joueur choisi lors du repêchage d'entrée dans la Ligue nationale de hockey, le 286e choix. Choisi, par les Penguins de Pittsburgh, il ne va pas pour autant rejoindre l'Amérique du Nord et reste jouer dans sa ville natale. L'équipe est toujours bien classée mais ne remporte pas pour autant de titre de championnat.
Il va finalement rejoindre l'organisation des Penguins pour la saison 1999-2000. Il va y passer quatre saisons avant de finalement retourner pour son club de toujours et de finalement décrocher le premier titre de sa carrière en 2007 alors qu'il est devenu assistant capitaine de l'équipe,.

### Carrière internationale
Jonsson a représenté la Suède au cours de multiples compétitions internationales que ce soit dans les catégories moins de 18 ans, junior mais également sénior. Il remporte ainsi la médaille d'or au championnat du monde 1998.

## Statistiques

### Statistiques en club
| Saison     | Équipe                   | Ligue             |     | Saison régulière | Saison régulière | Saison régulière | Saison régulière | Saison régulière |   | Séries éliminatoires | Séries éliminatoires | Séries éliminatoires | Séries éliminatoires | Séries éliminatoires |
| Saison     | Équipe                   | Ligue             | PJ  | B                | A                | Pts              | Pun              | PJ               | B | A                    | Pts                  | Pun                  |                      |                      |
| 1991-1992  | Husums IF                | HockeyAllsvenskan | 13  | 4                | 6                | 10               | 10               |                  |   |                      |                      |                      |                      |                      |
| 1991-1992  | MODO hockey Ornskoldsvik | Elitserien        | 6   | 0                | 1                | 1                | 0                |                  |   |                      |                      |                      |                      |                      |
| 1992-1993  | MODO hockey Ornskoldsvik | Elitserien        | 40  | 2                | 2                | 4                | 24               |                  |   |                      |                      |                      |                      |                      |
| 1993-1994  | MODO hockey Ornskoldsvik | Elitserien        | 23  | 4                | 1                | 5                | 18               |                  |   |                      |                      |                      |                      |                      |
| 1994-1995  | MODO hockey Ornskoldsvik | Elitserien        | 39  | 4                | 6                | 10               | 30               |                  |   |                      |                      |                      |                      |                      |
| 1995-1996  | MODO hockey Ornskoldsvik | Elitserien        | 6   | 1                | 0                | 1                | 6                | 8                | 2 | 1                    | 3                    | 24                   |                      |                      |
| 1996-1997  | MODO hockey Ornskoldsvik | Elitserien        | 27  | 7                | 5                | 12               | 18               |                  |   |                      |                      |                      |                      |                      |
| 1997-1998  | MODO hockey Ornskoldsvik | Elitserien        | 40  | 8                | 6                | 14               | 40               |                  |   |                      |                      |                      |                      |                      |
| 1998-1999  | MODO hockey Ornskoldsvik | Elitserien        | 41  | 3                | 4                | 7                | 40               | 13               | 2 | 4                    | 6                    | 22                   |                      |                      |
| 1999-2000  | Penguins de Pittsburgh   | LNH               | 68  | 3                | 11               | 14               | 12               | 11               | 0 | 1                    | 1                    | 6                    |                      |                      |
| 2000-2001  | Penguins de Pittsburgh   | LNH               | 58  | 4                | 18               | 22               | 22               | 16               | 0 | 0                    | 0                    | 8                    |                      |                      |
| 2001-2002  | Penguins de Pittsburgh   | LNH               | 53  | 2                | 5                | 7                | 22               |                  |   |                      |                      |                      |                      |                      |
| 2002-2003  | Penguins de Pittsburgh   | LNH               | 63  | 1                | 4                | 5                | 36               |                  |   |                      |                      |                      |                      |                      |
| 2003-2004  | MODO hockey Ornskoldsvik | Elitserien        | 28  | 4                | 5                | 9                | 38               | 6                | 0 | 1                    | 1                    | 24                   |                      |                      |
| 2004-2005  | MODO hockey Ornskoldsvik | Elitserien        | 49  | 6                | 7                | 13               | 46               | 6                | 4 | 0                    | 4                    | 8                    |                      |                      |
| 2005-2006  | MODO hockey Ornskoldsvik | Elitserien        | 28  | 3                | 5                | 8                | 48               | 5                | 0 | 2                    | 2                    | 8                    |                      |                      |
| 2006-2007  | MODO hockey Ornskoldsvik | Elitserien        | 44  | 3                | 10               | 13               | 86               |                  |   |                      |                      |                      |                      |                      |
| 2007-2008  | MODO hockey Ornskoldsvik | Elitserien        | 41  | 3                | 1                | 4                | 30               | 5                | 0 | 0                    | 0                    | 2                    |                      |                      |
| 2008-2009  | MODO hockey Ornskoldsvik | Elitserien        | 26  | 2                | 6                | 8                | 48               |                  |   |                      |                      |                      |                      |                      |
| 2009-2010  | MODO hockey Ornskoldsvik | Elitserien        | 43  | 0                | 4                | 4                | 26               |                  |   |                      |                      |                      |                      |                      |
| 2010-2011  | MODO hockey Ornskoldsvik | Elitserien        | 44  | 2                | 5                | 7                | 32               | -                | - | -                    | -                    | -                    |                      |                      |
| Totaux LNH | Totaux LNH               | Totaux LNH        | 242 | 10               | 38               | 48               | 92               | 27               | 0 | 1                    | 1                    | 14                   |                      |                      |

### Statistiques en équipe nationale
| Année | Compétition                 |    | PJ | B | A | Pts | Pun                |  | Résultats |
| 1991  | Championnat d'Europe junior | 6  | 0  | 0 | 0 |     |                    |  |           |
| 1993  | Championnat du monde junior | 7  | 2  | 1 | 3 | 24  | Médaille d'argent  |  |           |
| 1996  | Championnat du monde        | 6  | 1  | 0 | 1 | 4   | 6e place           |  |           |
| 1998  | Championnat du monde        | 10 | 0  | 1 | 1 | 2   | Médaille d'or      |  |           |
| 1999  | Championnat du monde        | 10 | 0  | 0 | 0 | 16  | Médaille de bronze |  |           |